# Volvo C202

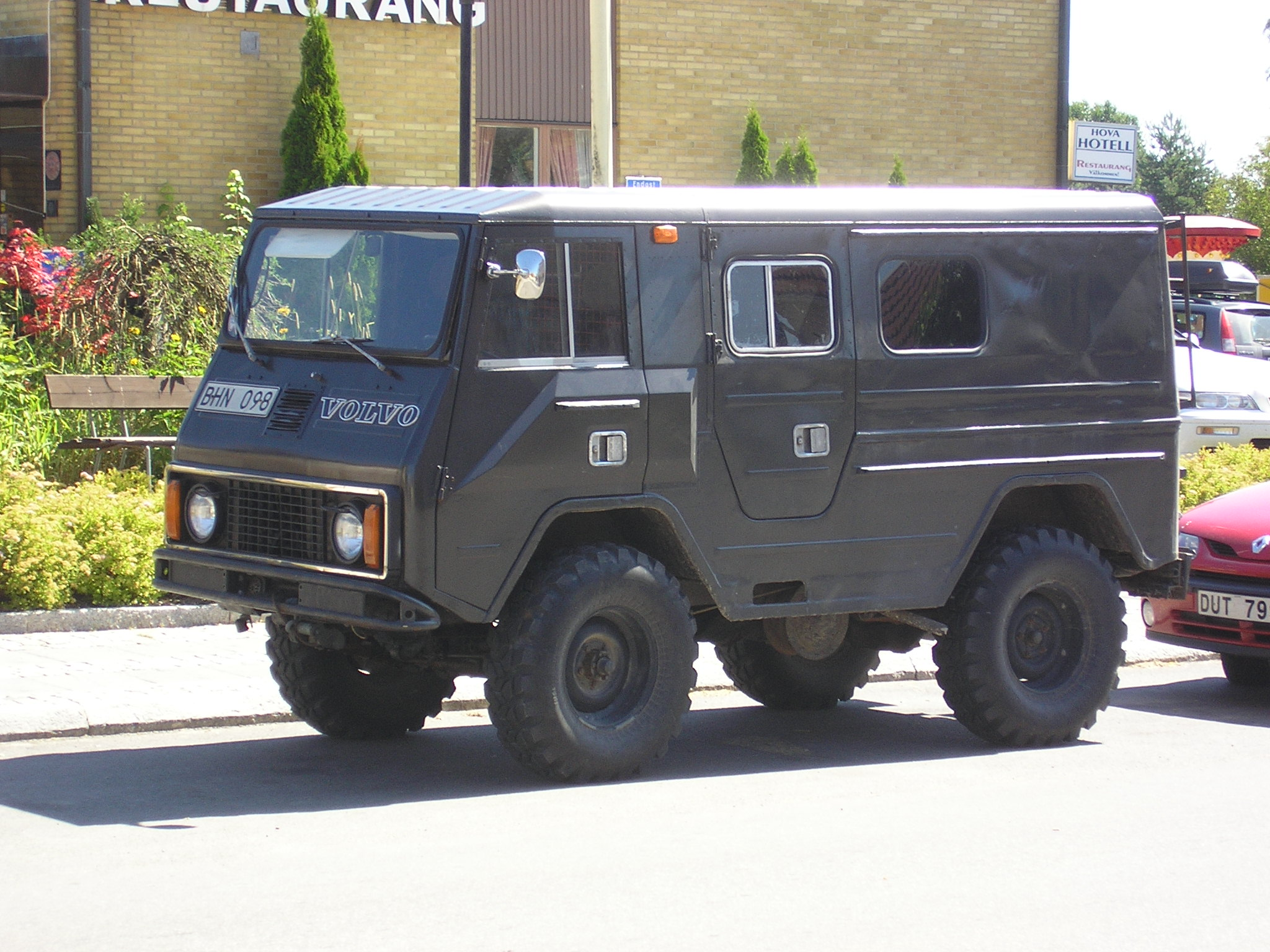
C202

Der Volvo C202 ist ein geländefähiger Mehrzweckwagen des schwedischen Automobilherstellers Volvo, der von 1977 bis 1981 gebaut wurde.

## Technik

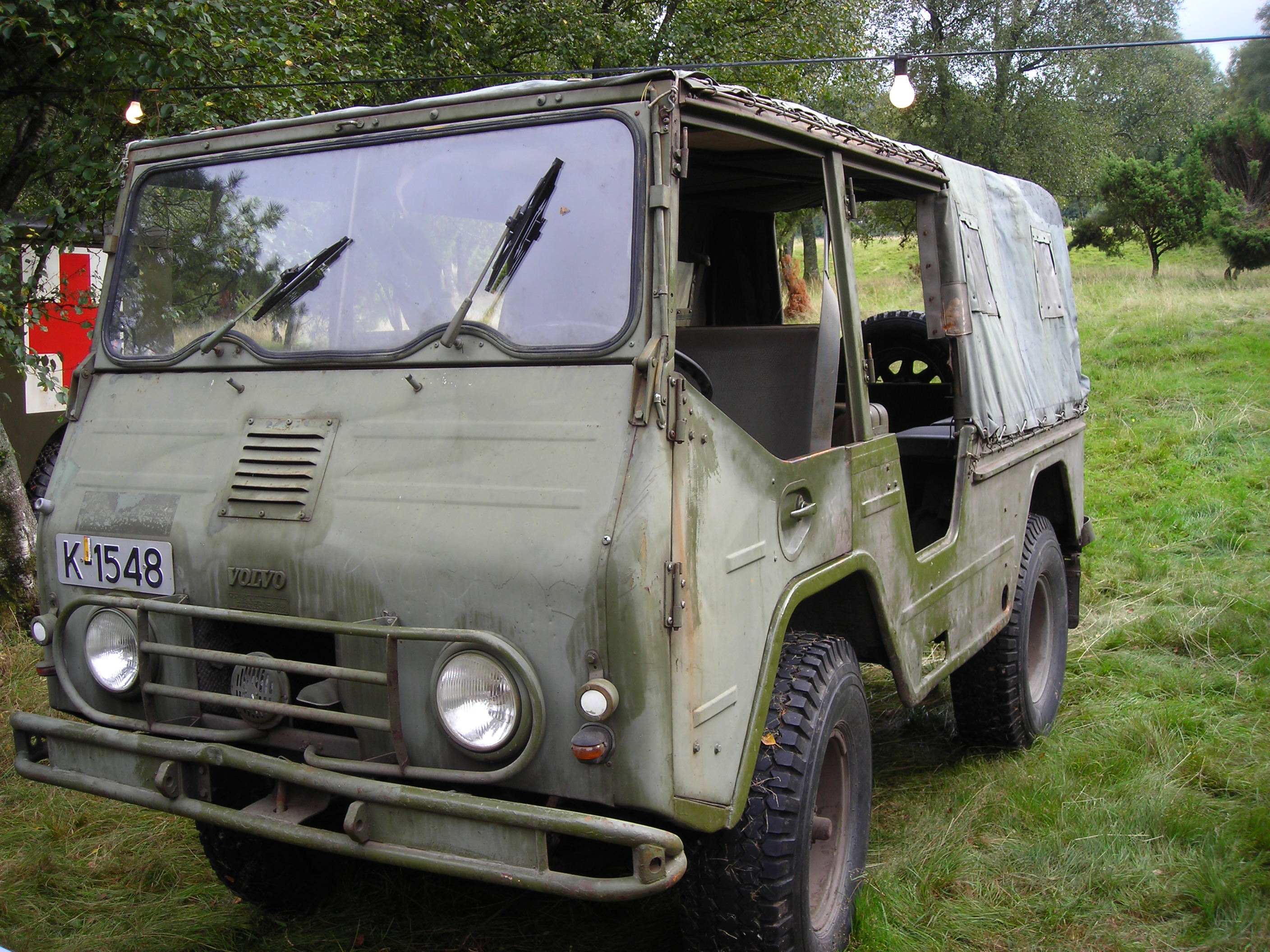
Ein L3314/5, der Vorgänger des C202

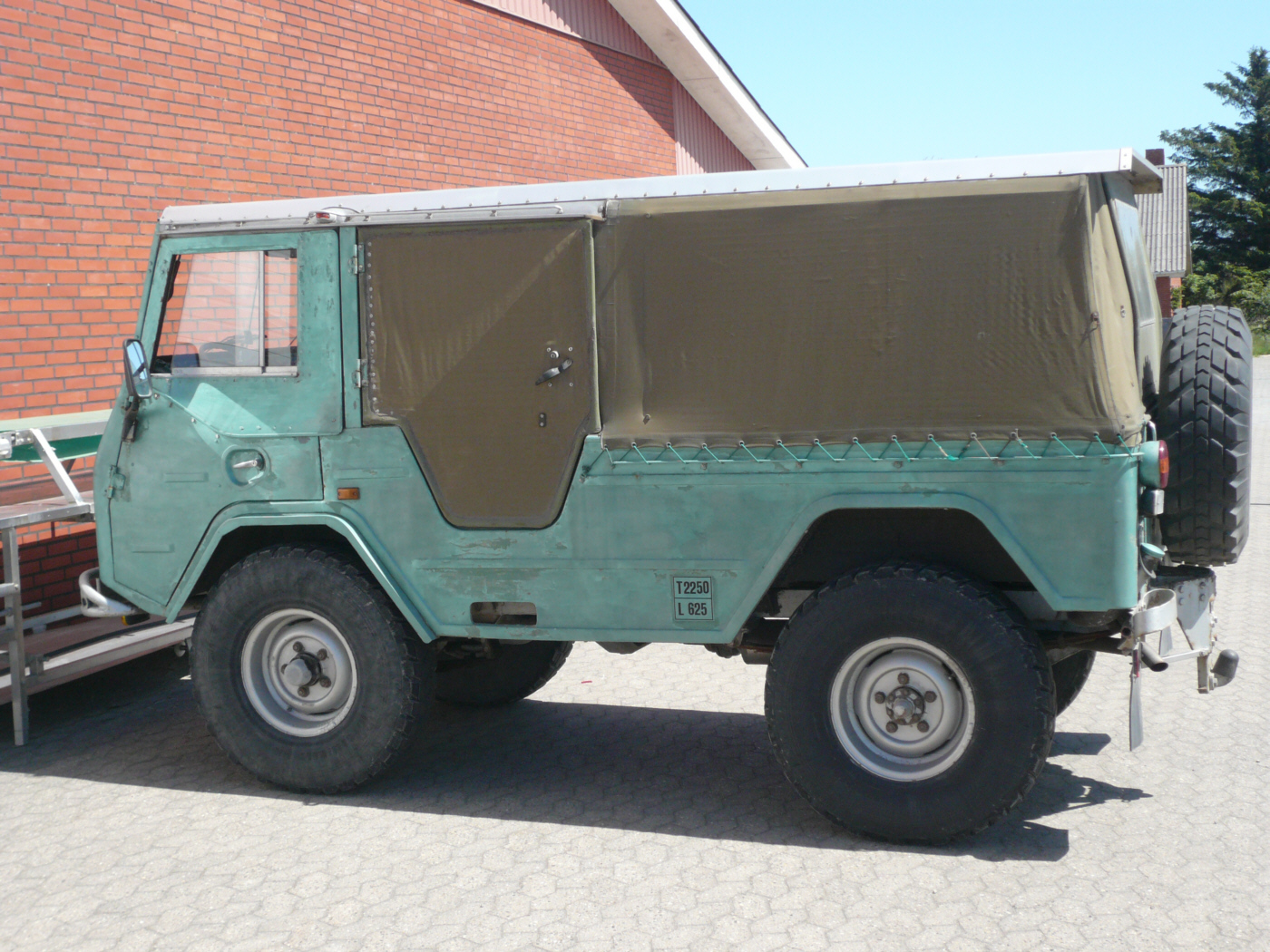
Ein L3314/5 in Pritschenausführung mit Planenverdeck

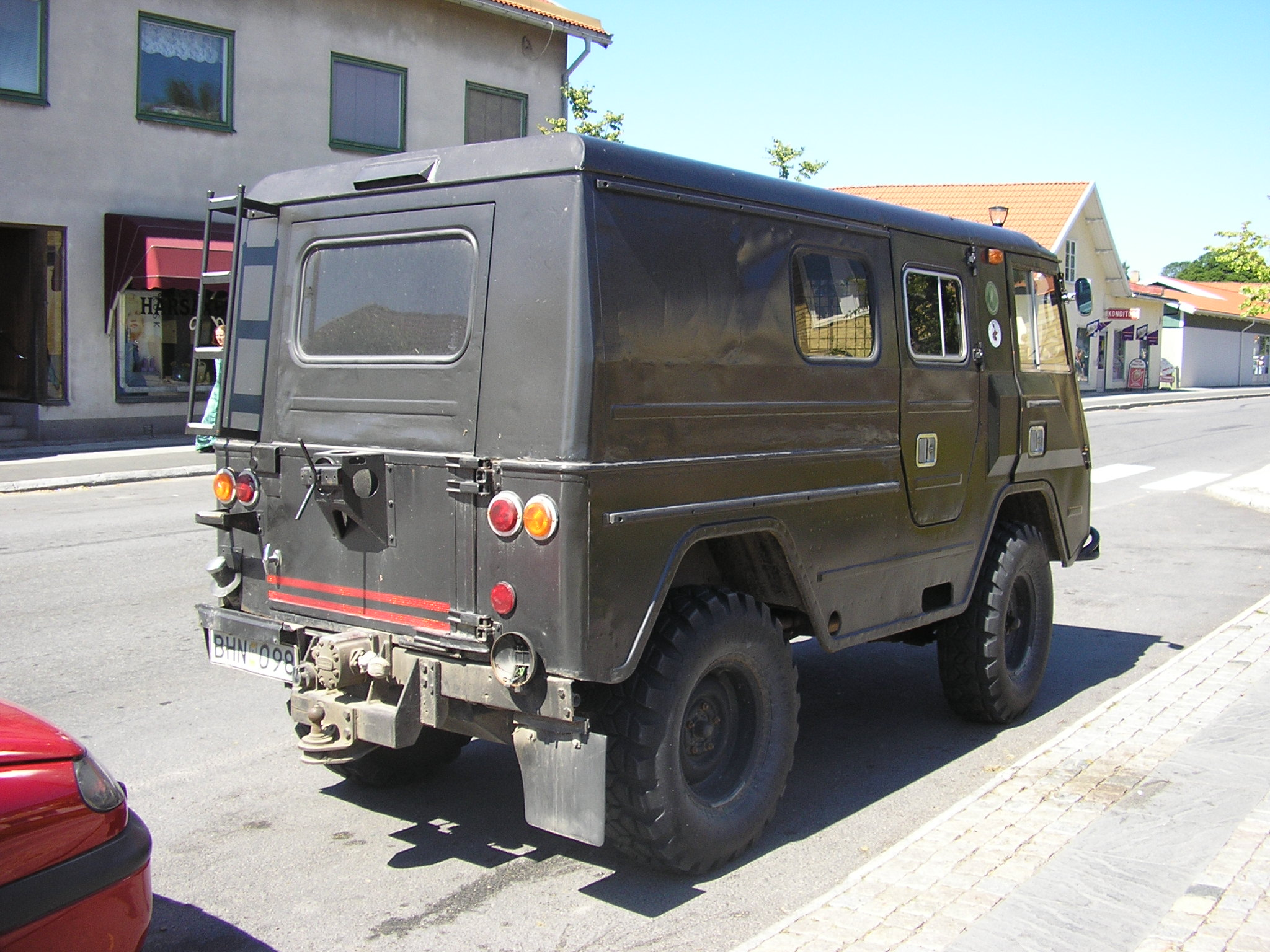
Rückansicht

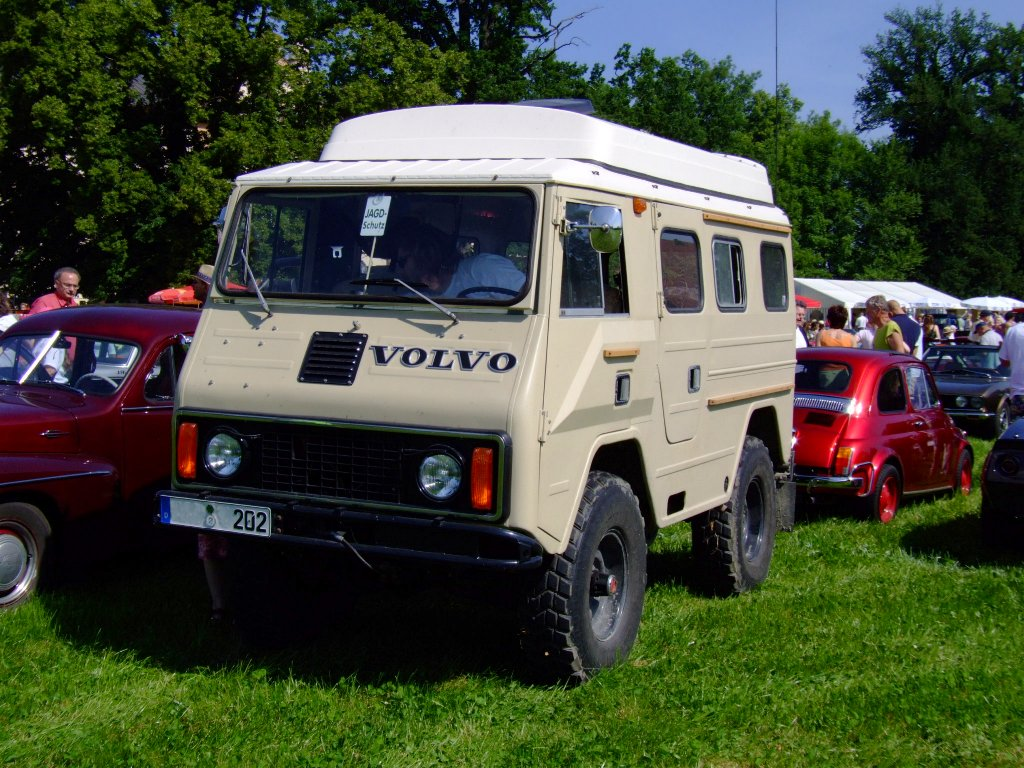
Ziviler C202 mit nachträglich aufgesetztem Hochdach

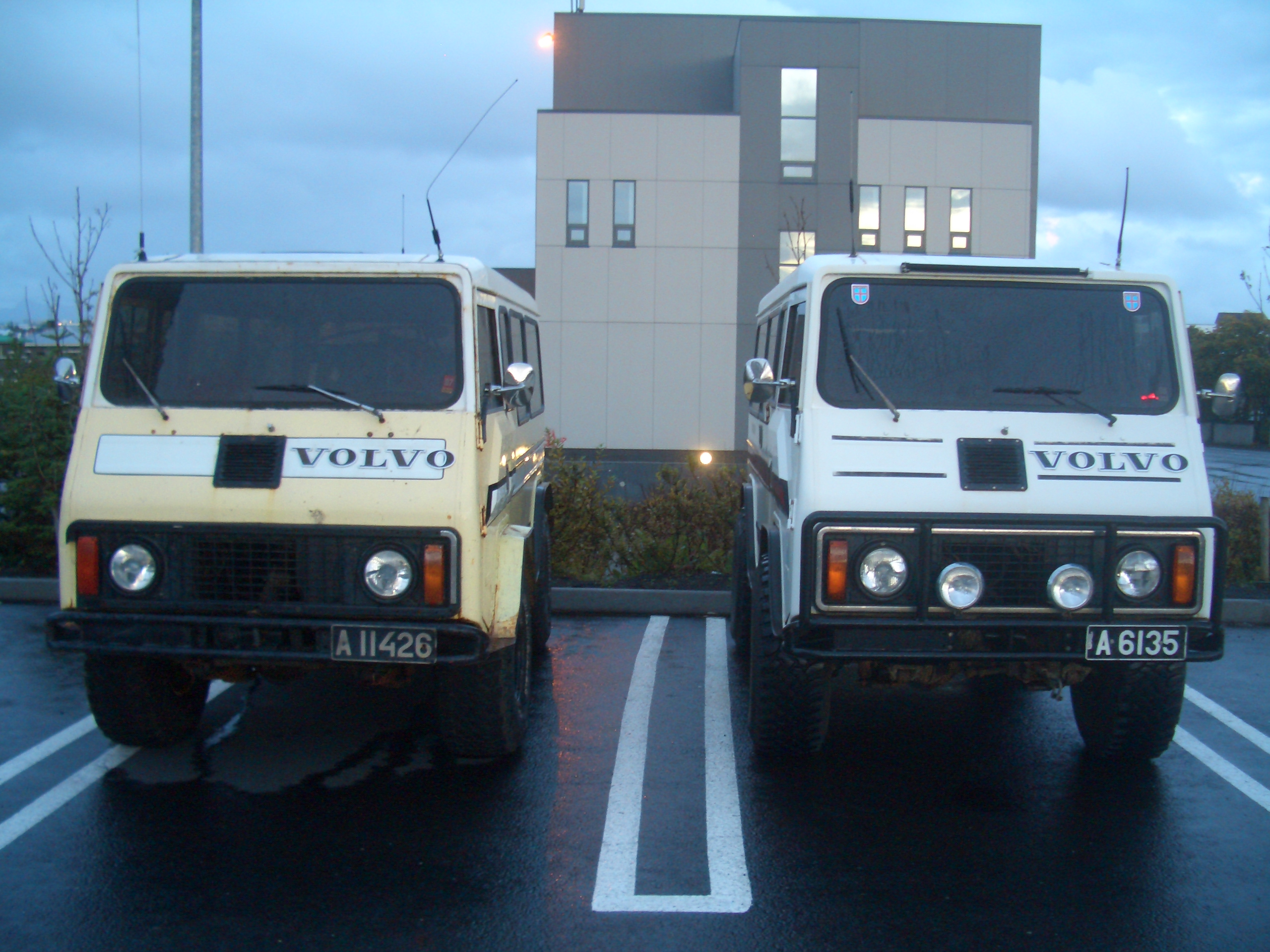
Zwei Exemplare der Islandversion-Kleinserie

Volvo C202 als Rettungsfahrzeug der DRK Bergwacht Großer Feldberg (Taunus) – ca. 1983

Sein Vorläufer war der in den 60er Jahren in Schweden ausschließlich für das schwedische Militär produzierte L3314 (oder L3315 als Funkwagen mit 24-V-Bordspannung), auch Laplander genannt. Wegen seines als niedlich empfundenen Aussehens wurde er in Schweden bald „Valp“ (auf Deutsch „Welpe“) genannt. Der spätere C202 sah dem L3314/5 sehr ähnlich, Unterschiede zum L3314/5 sind unter anderem die geänderten Türgriffe, Blinker und Rückleuchten sowie die erhabene Seitenwange des C202. In der Innenausstattung und vor allem der Technik unterscheiden sie sich umfassend. Auf Auftrag des schwedischen Militärs folgte dem L3314/5 in den 1970er Jahren sein Nachfolger, die so genannte C30x Baureihe mit den (zivilen) Bezeichnungen C303, C304 und C306. Diese Baureihe fiel jedoch viel größer, schwerer und teurer aus als die erste Lappländer-Baureihe L3314/5. Aus diesem Grund wünschte sich eine überschaubare gewerbliche und kommunale Kundenzielgruppe (Stromnetzbetreiber wie Vattenfall, Rettungsdienste, Bergwachten, technische Hilfswerke usw.) einen adäquateren Nachfolger des L3314, als es die C30x-Baureihe war. Sie brauchten ein kleines, leichtes, wendiges und kostengünstiges Allzweck-Transportfahrzeug. Um diesem Kundenwunsch und Markt gerecht zu werden, ließ Volvo 1977–1981 bei Csepel in Budapest den C202 in 3.222 Exemplaren fertigen. Der C202 ist daher die einzige rein zivile Lappländer-Baureihe und ist – zumindest in Schweden – nie militärisch verwendet worden. Daher gab es ihn ausschließlich mit einer Bordspannung von 12 Volt.
Die Karosserie aus Stahlblech war zweiteilig ausgelegt: Für alle Karosserie-Varianten fungierte eine Pickup-artige Grundkarosserie als Basis, darauf kam dann bei der sogenannten „gedeckten Mannschaftswagenausführung“ ein festverschraubtes Hardtop (die Betriebsanleitung nennt diese Variante die „ganz gedeckte Stahlkarosserie“) oder bei der „Pritschenausführung“ ein Planenverdeck („gedeckte Fahrerkabine und offene Stahlpritsche“). Eine dritte Variante war die in noch geringeren Stückzahlen produzierte und heute nahezu ausgestorbene Canvas-Ausführung, ein Vollcabrio ohne Türen. Auf Wunsch konnte man den Laderaum mit sechs klappbaren Sitzen bestellen. So hatte man einen nur 4,0 Meter langen, achtsitzigen, geländegängigen Mannschaftstransporter.
Der bisher im L3314 verwendete Motor B18A mit 1,8 Litern Hubraum und 68 PS (50 kW) wurde im C202 nicht mehr weiter verwendet, stattdessen verwendete Volvo seinen aus der 240er-Pkw-Baureihe bewährten B20A mit 2,0 Litern Hubraum und 82 PS (60 kW). Zudem wurde das stärkere Getriebe M45 vom kurz vorher vorgestellten Pkw Volvo 244 übernommen. Angeflanscht wurde hier das von Volvo selbst entwickelte Verteilergetriebe FD51, das die Kraft mit einer Klauenkupplung auf die zwei Antriebswellen verteilte. Anders als beim L3314 wurde der Allradantrieb nicht mechanisch per Hebel, sondern pneumatisch mit vom Unterdruck des Ansaugrohrs versorgten Unterdruckzylindern aktiviert. Serienmäßig gab es ein Untersetzungsgetriebe und auf Wunsch eine daran gekoppelte (vor der Hinterachse angebrachte) Seilwinde und/oder eine Zapfwelle zum Antrieb verschiedenster Anbaugeräte. Diese Ausstattung ist heutzutage von Sammlern gesucht. Die Höchstgeschwindigkeit des Wagens war mit 115 km/h angegeben, der Verbrauch pendelt zwischen 12 und 13 Litern im Langstreckenbetrieb auf der Straße und bis zu ca. 30 Litern im Geländebetrieb.
Aufgrund des konkret anvisierten Kundenkreises bot Volvo von Anfang an die drei Basis-Karosserievarianten Kasten, Pickup und Canvas in unzähligen Sonderversionen an, z. B. Krankenwagen-Aufbauten, Kranwagen, Löschfahrzeuge usw. Leider (aus heutiger Sammlersicht) blieb es bei der Mehrzahl dieser Karosserievarianten bei ein paar farbenfrohen, fantasieanregenden Bildchen in den damaligen Verkaufsprospekten, nicht einmal Prototypen wurden von den meisten „Konstrukteurs-/Marketingstrategen-Plänen“ gebaut. Die einzige heute noch in ca. 5 fahrbereiten Exemplaren existierende Sonderausführung des C202 ist die sogenannte Island-Version. Hierbei handelt es sich um die damals schon seltene und nahezu unverkäufliche Canvas-Variante (Vollcabrio), die in 150 Einheiten nach Reykjavík verschifft und dort vom einheimischen Betrieb Veltir in individuellen Ausführungen exakt nach Kundenwunsch wohnmobilähnlich ausgebaut wurde. Hauptmerkmal dieser Kleinserie sind große, rauchschwarze Seitenscheiben, eine feststehende Frontscheibe (stattdessen ein klappbares Sonnendach), das nur noch ohne das Heckfenster aufklappbare Heck, die lang ersehnte breite Seitentüre ähnlich dem C30x (statt der zwei kleinen Luken an beiden Fahrzeugseiten beim serienmäßigen C202), ein wohnlicher Innenausbau in weinrotem Veloursstoff, die Verkleinerung des weit in den Innenraum der Fondpassagiere ragenden Motorhaubendeckels und damit verbunden die Verlegung der Fahrzeugbatterie aus dem Motorraum heraus in den Innenraum unter einen der Einzelhocker, und weitere kleinere Änderungen. Auf dem europäischen Festland existiert heute von dieser Version nur ein im Jahre 2007 importiertes Exemplar.
Die gesamte C202-Baureihe wurde von Volvo offiziell nie außerhalb von Skandinavien vertrieben, daher wissen auch heute noch viele Volvohändler nicht einmal von der Existenz dieses Fahrzeugs. Die wenigen 10 oder 20 als Neufahrzeuge nach Deutschland gelangten C202 wurden von Händlern oder Privatleuten grau importiert. Am ehesten kann man heutzutage noch in den deutschen Volvo-Truck-Centern Mitarbeiter finden, die in ihrer (langen) Berufslaufbahn hier und da mal vom Volvo Lappländer gehört oder sogar ein Exemplar gesehen haben, da die C202-Baureihe in Schweden über die Volvo-Truck-Center vertrieben wurde. Jedoch gibt es die gesamten Werkstatthandbücher zur Baureihe auch in deutscher Sprache, außer dem deutschen Benutzerhandbuch die Pflichtlektüre für C202-Sammler und -Schrauber.

## Heutiger Bestand
In Deutschland gibt es weniger als 50 fahrbereite Volvo C202. Die Preise bewegen sich zwischen 5.000 € (restaurierungsbedürftig) und 10.000 € (guter fahrbereiter Zustand, Karosserie üblicherweise mit Rostschäden) bis hin zu 20.000 € (toprestaurierte Fahrzeuge ohne Rost).
Die Ersatzteilversorgung ist uneinheitlich. Die Motorenteile, baugleich zur Pkw-Baureihe Volvo 240, sind gut erhältlich, die Lappländer-spezifischen Teile (Achsen, Getriebe, Beleuchtung, Armaturen usw.) dagegen schlecht, die letzten Neuteile sind selbst aus den Volvo-Zentrallagern in den Niederlanden und Schweden verschwunden und der Sammler und Liebhaber muss sich mit Gebrauchtteilen oder Neuanfertigungen kleiner schwedischer Hersteller begnügen.